# Hiroaki Abe
Hiroaki Abe (jap. 阿部 弘毅 Abe Hiroaki; ur. 15 marca 1889 w Yonezawie, zm. 6 lutego 1949) – japoński oficer marynarki, wiceadmirał, pełniący służbę podczas II wojny światowej.

## Życiorys
Ukończył akademię marynarki wojennej w 1911 roku, w ramach 39. promocji. Kolejno piął się po szczeblach kariery, w 1922 roku obejmując dowództwo niszczycieli „Ushio”, a następnie „Hatsuyuki” (do 1923). Od grudnia 1925 do 1926 dowodził niszczycielem „Kaki”. Kolejnymi ważnymi etapami jego służby we flocie były: dowodzenie dywizjonem niszczycieli (1931), lekkim krążownikiem „Jintsu” (1936) i od grudnia 1937 do kwietnia 1938 roku pancernikiem „Fusō”. Rok później został awansowany do stopnia kontradmirała.
W chwili wybuchu II wojny światowej na Pacyfiku, Abe dowodził (od sierpnia 1941 roku) 8. Dywizjonem Krążowników, który był odpowiedzialny za ostrzelanie instalacji na Wake. Od lipca 1942 dowodził 11. Dywizjonem. W listopadzie 1942 roku wziął udział w kampanii na Guadalcanalu, dowodząc w stopniu wiceadmirała zespołem floty składającym się z dwóch pancerników z silną osłoną, których zadaniem była osłona transportu 13 000 żołnierzy japońskich oraz dodatkowo ostrzelanie lotniska Henderson Field. W nocy z 12 na 13 listopada okręty japońskie zostały przechwycone przez amerykański TF 67.4 (pięć krążowników i osiem niszczycieli), dowodzony przez kontradmirała Daniela J. Callaghana. Podczas tzw. pierwszej bitwy koło Guadalcanalu Abe stracił swój okręt flagowy, pancernik "Hiei" i dwa niszczyciele, Amerykanie dwa krążowniki i cztery niszczyciele oraz dowódcę. Jednak zespół japoński został zmuszony do odstąpienia od wykonywanego zadania, nie realizując żadnego z dwóch wyznaczonych celów: zbombardowania lotniska i dostarczenia na wyspę posiłków. Spowodowało to pozbawienie admirała Abe dowództwa w grudniu 1942 roku i jego przeniesienie do rezerwy 20 marca roku następnego.

## Kariera wojskowa
- 18 lipca 1911 – shōi-kōhosei (brak odpowiednika, midszypman)
- 1 grudnia 1912 – podporucznik marynarki (shōi)
- 1 grudnia 1914 – porucznik marynarki (chūi)
- 1 grudnia 1917 – kapitan marynarki (taii)
- 1 grudnia 1923 – komandor podporucznik (shōsa)
- 10 grudnia 1928 – komandor porucznik (chūsa)
- 1 grudnia 1932 – komandor (taisa)
- 15 listopada 1938 – kontradmirał (shōshō)
- 1 listopada 1942 – wiceadmirał (chūjō)